# Beyond the Rocks (pel·lícula)
Beyond the Rocks és una pel·lícula muda romàntica estrenada el 7 de maig de 1922 i dirigida per Sam Wood. Els protagonistes principals van ser Rodolfo Valentino i Gloria Swanson. La pel·lícula està basada en la novel·la homònima d'Elinor Glyn (1906).
La pel·lícula es va considerar perduda durant molt de temps però l'any 2003 se'n va trobar una còpia en nitrat als Països Baixos. La pel·lícula va ser restaurada i va ser editada en DVD per Milestone Film & Video l'any 2006.

## Argument
El capità Fitzgerald (Alec B. Francis), ja retirat i visquent amb una modesta pensió a la costa anglesa, ha de mantenir tres filles: Theodora (Gloria Swanson) i les seves dues germanastres, que tenen l'esperança de poder-se casar amb un home ric. Un dia Theodora, navega en un bot i cau a l'aigua. És rescatada per Lord Hector Bracondale (Rodolfo Valentino), un jove atractiu i ric però "dels que no es casen". Per un sentit del deure cap al seu estimat pare, ella accepta a contracor a casar-se amb Josiah Brown (Robert Bolder) un home de mitjana edat, baix i robust, que havia estat ajudant d'un ex botiguer i ara és multimilionari.
Durant la lluna de mel als Alps s'hostatgen a la mateixa posada que Hector Bracondale. Jane McBride, una vídua rica americana que l'apadrina, convenç la núvia perquè l'acompanyi en una excursió d'escalada. Intentant fer una foto, Theodora rellisca i queda penjant per la corda en un precipici. Lord Bracondale apareix i baixa fins on és ella però els altres no poden pujar-los als dos. Hector aconsegueix portar Theodora fins a on sortint més avall. Mentre esperen que arribi més ajuda, ella li explica on s'havien vist la darrera vegada, ja que ell no l'ha reconeguda.
Més endavant es troben de nou a París on ella està dinant amb el seu pare i la senyora McBride. L'endemà, en una excursió a Versaiiles a la que no ha anat Josiah, es declaren el seu amor. De totes maneres ella descarta fugir amb ell. Bracondale s'esforça per fer el correcte. Demana a la seva germana, lady Manningford, fer-se amiga de Theodora. A la tornada a Anglaterra, lady Manningford convida el matrimoni a passar una temporada a la seva casa de camp. Hector no pot estar molt de temps allunyat i va a trobar-la allà. Intenta que Theodora canvi d'idea sense èxit, per la qual cosa torna a marxar. Mentrestant, un altre convidat de la casa, el reconegut explorador Sir Lionel Grey, conveç Josiah que financi una perillosa expedició. Josiah també marxa per negocis. Theodora escriu una carta a cadascun dels dos, a Bracondale declarant-li el seu amor dient-li que mai el podran gaudir i al seu marit dient-li que ben aviat es reunirà amb ell a Londres. Morella Winmarleigh (Gertrude Astor), que desitja casar-se amb Hector obre d'amagat les dues cartes i n'intercanvia el contingut.
Quna Bracondale llegeix la carta i s'adona del que ha passat corre a veure Josiah abans que aquest llegeixi la seva, però ja és massa tard.Josiah acusa Hector d'haver-li robat la dona però l'altre nega que en cap moment li hagi estat infidel. Finalment Josiah decideix posar la felicitat de la seva esposa davant de la seva pròpia i s'uneix a l'expedició de Grey a Aràbia. L'expedició és atacada per bandits i Josiah és molt malferit abans que Hector, Theodora, el seu pare i una escorta arribin. Abans de morir, Josiah desitja tota la felicitat possible als joves amants.

## Diferències respecte al llibre
Mentre que el llibre situa l'acció bàsicament a sopars festes i balls, la versió cinematogràfica canvia molts dels esdeveniments per tal que tinguin llic en moments de perill. En conseqüència, en el llibre, Bracondale mai salva la vida de Theodora. Per altra banda, el llibre presenta Josiah com un malalt crònic que mor després d'un llarg període de malaltia. La pel·lícula també afegeix seqüències històriques per influència de les pel·lícules de Cecil B. DeMille's del qual Sam Wood va ser assistent a director.

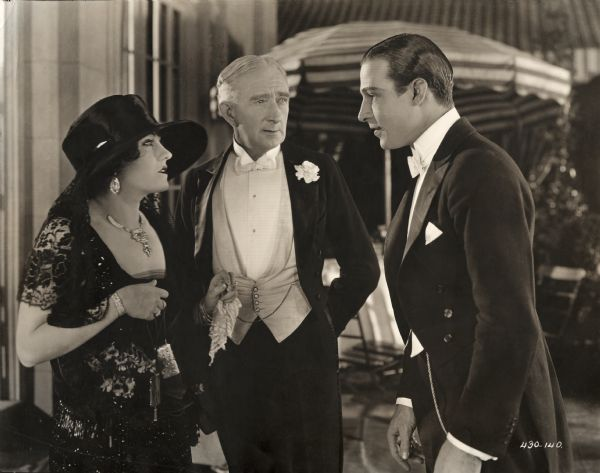
Theodora Fitzgerald (Swanson) i el seu pare, el capità Fitzgerald (Alec B. Francis) parlen amb Lord Hector Bracondale (Valentino) a Beyond the Rocks

## Repartiment
- Rodolfo Valentino (Lord Hector Bracondale)
- Gloria Swanson (Theodora Fitzgerald)
- Edythe Chapman (Lady Bracondale, mare d'Hector)
- Alec B. Francis (Captità Fitzgerald)
- Robert Bolder (Josiah Brown)
- Gertrude Astor (Morella Winmarleigh)
- June Elvidge (Lady Anna Anningford)
- Mabel Van Buren (Jane McBride)
- Helen Dunbar (Lady Ada Fitzgerald)
- Raymond Brathwayt (Sir Patrick Fitzgerald)
- Frank Butler (Lord Wensleydon)

## Estat de conservació

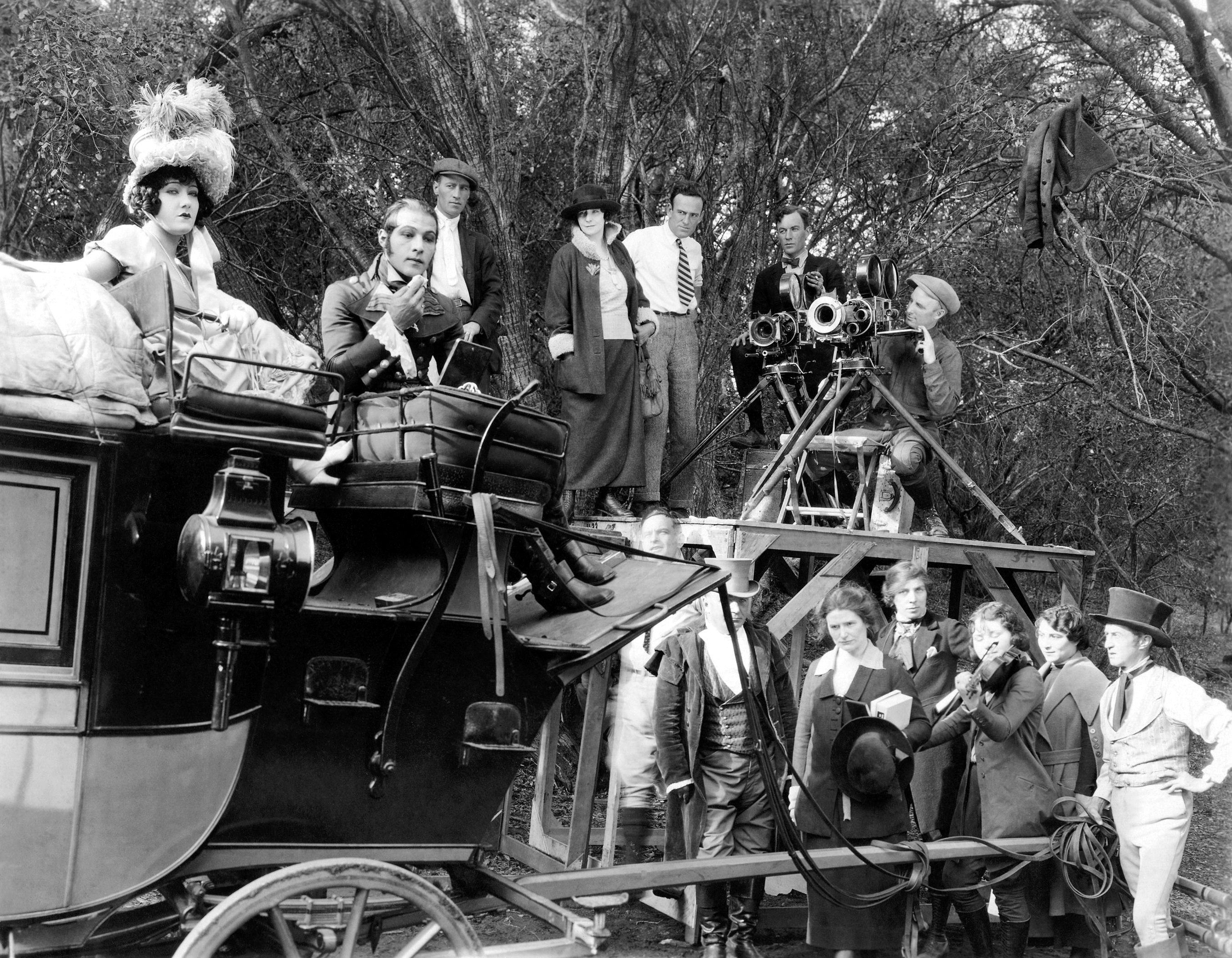
Fotografia del rodatge de Beyond the Rocks (fila superior d'esquerra a dreta) Gloria Swanson, Rodolfo Valentino, desconegut, Edythe Chapman, Sam Wood, Alfred Gilks, Osmond Borradaile (fila inferior) tots desconeguts except Alec B. Francis (el darrer de la dreta).

Beyond the Rocks va ser considerada durant molts anys una pel·lícula perduda de la que únicament es conservava un fragment d'un minut. L'any 2003 es va trobar a Holanda una còpia en nitrat entremig les prop de dos mil llaunes de pel·lícula oxidades donades pel col·leccionista holandès Joop van Liempt de Haarlem. La pel·lícula es va restaurar al Nederlands Filmmuseum i al Haghefilm Conservation B.V. d'Amsterdam. la seva primera projecció moderna va ser el 2005. La versió restaurada es va publicar en DVD el 2006.